# Tmpfs

tmpfs نام رایجی برای تسهیلاتی است که در سیستم‌عامل‌های شبه یونیکس، برای ذخیره‌سازی فایل‌های موقت مورد استفاده قرار می‌گیرند. هرچند که tmpfs معمولاً در جایی از فایل‌سیستم مونت می‌شود، اما اطلاعات موجود در آن بر روی یک فضای ذخیره‌سازی دائمی مثل دیسک سخت ذخیره نمی‌شود؛ در عوض، اطلاعات آن بر روی یک حافظه فرار مثل حافظه اصلی نوشته می‌شود. دیسک حافظه (به انگلیسی: RAM disk) هم یک ساختار مشابه است که به صورت یک دیسک مجازی (به انگلیسی: virtual disk) نمایش می‌یابد و یک فایل‌سیستم را در خود دارد. هر چیزی که در tmpfs ایجاد می‌شود، موقت است، به عبارتی دیگر، هیچ فایلی بر روی دیسک سخت ایجاد نمی‌شود، با این حال، در مواقعی که سیستم با کمبود حافظه اصلی مواجه می‌شود، ممکن است از فضای swap به عنوان یک انباره پشتیبان (به انگلیسی: backing store) برای نگهداری کردن اطلاعات tmpfs استفاده شود. در صورتی که سیستم ری‌بوت شود، کلیه اطلاعات موجود در tmpfs از دست خواهد رفت.
فضای مورد نیاز tmpfs از حافظه اصلی تأمین می‌شود و ظرفیت tmpfs متناسب با اطلاعات موجود در آن بزرگ و کوچک می‌شود. در صورتی که حافظه اصلی پر شده باشد و امکان اختصاص دادن فضا وجود نداشته باشد، می‌توان از فضای swap برای اختصاص دادن فضا استفاده کرد. در بسیاری از توزیع‌های لینوکس و همین‌طور دیگر سیستم‌عامل‌های شبه یونیکس، به صورت پیش‌فرض یک سیستم‌فایل از نوع tmpfs در مسیر ‎/tmp مونت می‌شود. در برخی دیگر از توزیع‌ها، شاخه ‎/tmp یک شاخته معمولی است و از tmpfs استفاده نمی‌کند، اما شاخه ‎/dev/shm یک فایل‌سیستم tmpfs است.